# Municipio de Lincoln (condado de Plymouth)
El municipio de Lincoln (en inglés: Lincoln Township) es un municipio ubicado en el condado de Plymouth en el estado estadounidense de Iowa. En el año 2010 tenía una población de 261 habitantes y una densidad poblacional de 2,77 personas por km².

## Geografía
El municipio de Lincoln se encuentra ubicado en las coordenadas 42°36′19″N 96°9′18″O / 42.60528, -96.15500. Según la Oficina del Censo de los Estados Unidos, el municipio tiene una superficie total de 94,2 km², de la cual 94,19 km² corresponden a tierra firme y (0,01 %) 0 km² es agua.

## Demografía
Según el censo de 2010, había 261 personas residiendo en el municipio de Lincoln. La densidad de población era de 2,77 hab./km². De los 261 habitantes, el municipio de Lincoln estaba compuesto por el 97,7 % blancos, el 0,38 % eran amerindios, el 0,38 % eran asiáticos y el 1,53 % eran de una mezcla de razas. Del total de la población el 1,15 % eran hispanos o latinos de cualquier raza.